# سکوتنیکی (استان اشوی‌داشکسیه)
سکوتنیکی (به لهستانی: Skotniki) یک منطقهٔ مسکونی در لهستان است که در گمینا سامبوژتس واقع شده‌است. سکوتنیکی ۲۶۰ نفر جمعیت دارد.